# Afro13
Afro13(アフロサーティーン)とは、ゲームシナリオライターである演出家・佐々木智広が、劇団☆新感線に所属する中谷さとみとタイソン大屋と共に、1998年9月に京都で結成したユニット。記念すべき1st Liveは、1998年12月18日～20日京都大学吉田寮食堂にて行われた『宇宙人のお兄ちゃんはドロドロ満月星人や』。

## 略歴
ユニット結成後、1年半で東京・大阪に進出し、2年目で拠点を京都から東京に移す。2002年には、台湾で海外LIVEを行い。2004年には、エジンバラ演劇祭に出場するなど、海外からも高い評価を得ている。また、Afro13は、結成当時はユニット名をアフロ13としていたが、海外進出の視野を真剣に考え出した2004年4月にユニット名をAfro13と変更している。劇団ではないため、現在劇団員はいない。

## 特色
演出家・佐々木智広氏の『ブロードウェイでも耐えうる作品を作りたい！』と言う作品づくりは、海外進出を含め、舞台における逆輸入を目指している。Afro13の舞台は、佐々木ワールドと呼ばれる佐々木氏独特のゲーム的で、かつファンタジーなスピード感に溢れるパフォーマンスを繰り広げており、公演は舞台とは呼ばずLiveと呼ばれている。

## 過去のLive
Afro13 Live
1st Live 1998,12『宇宙人のお兄ちゃんはドロドロ満月星人や』
2nd Live 1999,4『宇宙船コズミックデラシネ号～最後はボンババージュ星人と～』
3rd Live 1999,12『シークレット実験ライブ～そばを打つ～』
4th Live 2000,3『宇宙人のお兄ちゃんはドロドロ満月星人や』
5th Live 2000,6『海の底オシッコしたらキラキラアンモナイトの夜』
6th Live 2001,1『クロマニヨンショック』
7th Live 2003,4『モルヒネと海－La　mer　et　la　morphine－』
8th Live 2004,1『エレキ隊／ボクハチイサイコロ悪魔ニナリタカッタ』
Afro13 Asia Live 2007,7『Vampire Killer』日本公演
Afrobatic Japan Tour 2008『ライカンスロープ』福岡・大阪・東京
海外 Live
2002,10『MAYA-K(中題：摩夜少女)』台湾公演
2004,8『Death of a Samurai』エジンバラ演劇祭参加作品
2007,6 Afro13 Asia Live 2007『Vampire Killer』皇冠劇場（台湾）
合同企画:2004,12
InnocentSphere×Afro13　合同企画『QUO VADIS』

## これからの予定
2008/11/26～29 Afro13×剣戟はる駒座コラボレーション『きちさ～江戸時代のある日、暗黒街で～』
2008/12/25～28 『Death of a Samurai』ビューティーバージョン・ビーストバージョン(2バージョン)